# Cheshire Cat

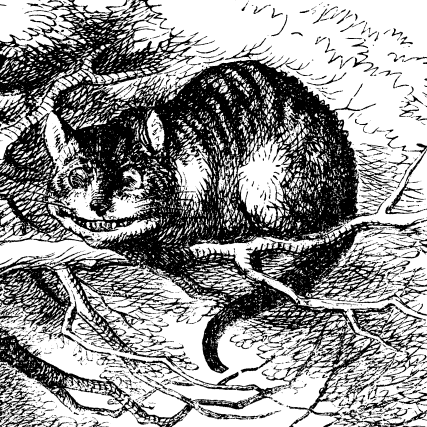
Die Cheshire Cat in Carrolls Alice im Wunderland, 1866

Die Cheshire Cat ([ˈtʃɛʃə], Cheshire-Katze, in deutschen Übersetzungen Edamer-Katze, Grinsekatze oder Grinse-Katze) ist eine Figur aus dem Roman Alice im Wunderland (Alice’s Adventures in Wonderland) von Lewis Carroll. Erstmals gezeichnet hat sie Sir John Tenniel 1865 für die 1866 erschienene Ausgabe des Buches.

## Namensherkunft

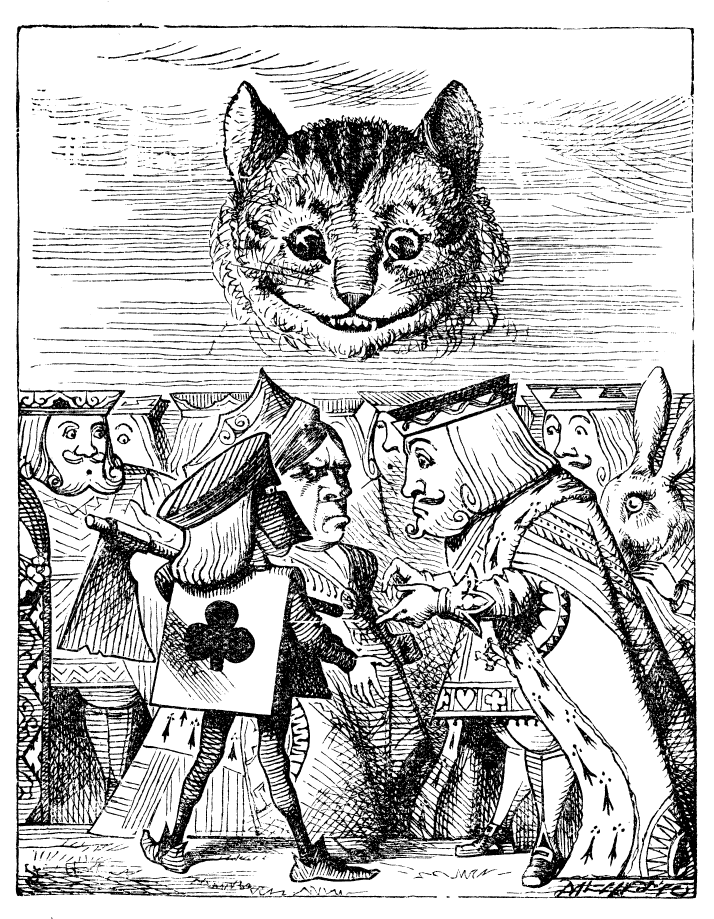
Originalillustration John Tenniels zu Carrolls Alice im Wunderland, 1865

Der englische Originalname der Katze bezieht sich auf die nordenglische Grafschaft Cheshire, wo Carroll 1832 in Daresbury zur Welt kam und seine Kindheit verbrachte. Der Ausdruck „to grin like a Cheshire cat“ („Wie eine Cheshire-Katze grinsen“) ist eine alte englische Redewendung. In deutschen Übersetzungen wird der Name oft mit Grinsekatze wiedergegeben. Der Grund dafür ist das charakteristische Grinsen der Katze und wohl insbesondere die Tatsache, dass die Katze verschwinden kann, während ihr Grinsen sichtbar bleibt.
Die englische Redewendung „grin like a Cheshire cat“ bedeutet „breites Grinsen“. Über die Herkunft dieser Redewendung gibt es mehrere Vermutungen. Die eine Möglichkeit ist, dass diese auf den Chester-Käse (engl. Cheshire cheese) zurückzuführen ist, der früher in Form einer Katze geformt wurde.  Die Katze „grinste“, weil die Grafen von Cheshire das Privilegium hatten, keine Steuern an die Krone zahlen zu müssen.
Eine andere Version ist, dass ein schlechter Schildermaler dafür verantwortlich war, dass auf vielen Schildern der alten Gasthöfe in Cheshire Löwen dargestellt wurden, die wie grinsende Katzen ausgesehen haben.
Die unwahrscheinlichste Alternative ist mit der Regierungszeit von Richard III. verbunden: Es soll einen Förster namens Caterling gegeben haben. Dieser wollte die Wilderei ausrotten und war für die Hinrichtung von über hundert Wilderern verantwortlich. Bei den Hinrichtungen sei er immer „grinsend von Ohr zu Ohr“ dabei gewesen. Sein Grinsen sei sprichwörtlich gewesen und sein Name später über „Catling“ zu „Cat“ verkürzt worden.

## Alice im Wunderland
Das Tier taucht im sechsten Kapitel, Ferkel und Pfeffer (Pig and Pepper), auf: 
Please would you tell me, said Alice, a little timidly, for she was not quite sure whether it was good manners for her to speak first, why your cat grins like that?
It’s a Cheshire-Cat, said the Duchess, and that’s why. […]
In deutschen Übersetzungen (hier von Antonie Zimmermann für die Ausgabe von 1869) wird daraus die Grinse-Katze:
„Wollen Sie mir gütigst sagen,“ fragte Alice etwas furchtsam, denn sie wußte nicht recht, ob es sich für sie schicke zuerst zu sprechen, „warum Ihre Katze so grinst?“
„Es ist eine Grinse-Katze,“ sagte die Herzogin, „darum! […]“

## Walt-Disney-Verfilmung
Alice trifft das erste Mal auf die Cheshire-Cat auf der Suche nach dem Weißen Kaninchen. Für Alice ist sie gleichermaßen ein Gehilfe als auch jemand, dem sie nur schwer trauen kann. Sie gibt Ratschläge in Rätselform, benutzt Wortspiele, die keiner außer ihr versteht oder lässt das junge Mädchen kurz vor dem Durchbruch einer Erkenntnis oder nach der Stellung einer weiterbringenden Frage ohne Antwort alleine zurück.
Die Katze fällt in der Walt-Disney-Verfilmung Alice im Wunderland (1951) vor allem durch ihr pink/violett-gefärbtes Fell und ihr kindliches Erscheinungsbild auf. Sie wirkt sehr verspielt, unaufmerksam und in vielerlei Hinsicht unselbstständig und belehrbar. Ihre Unaufmerksamkeit wird primär auf dem Weg zur Herzkönigin im Beisein von Alice ersichtlich. Sie scheint dabei oftmals sehr fasziniert von ihren Gliedern zu sein, besonders von ihren Pfoten, was nach der Interpretation nach einem Drehbuchautor des Zeichentrickfilms (namentlich: Bill Peet) einer der Ursprünge der Zerfahrenheit darstellen soll.

## Weitere Verbreitung

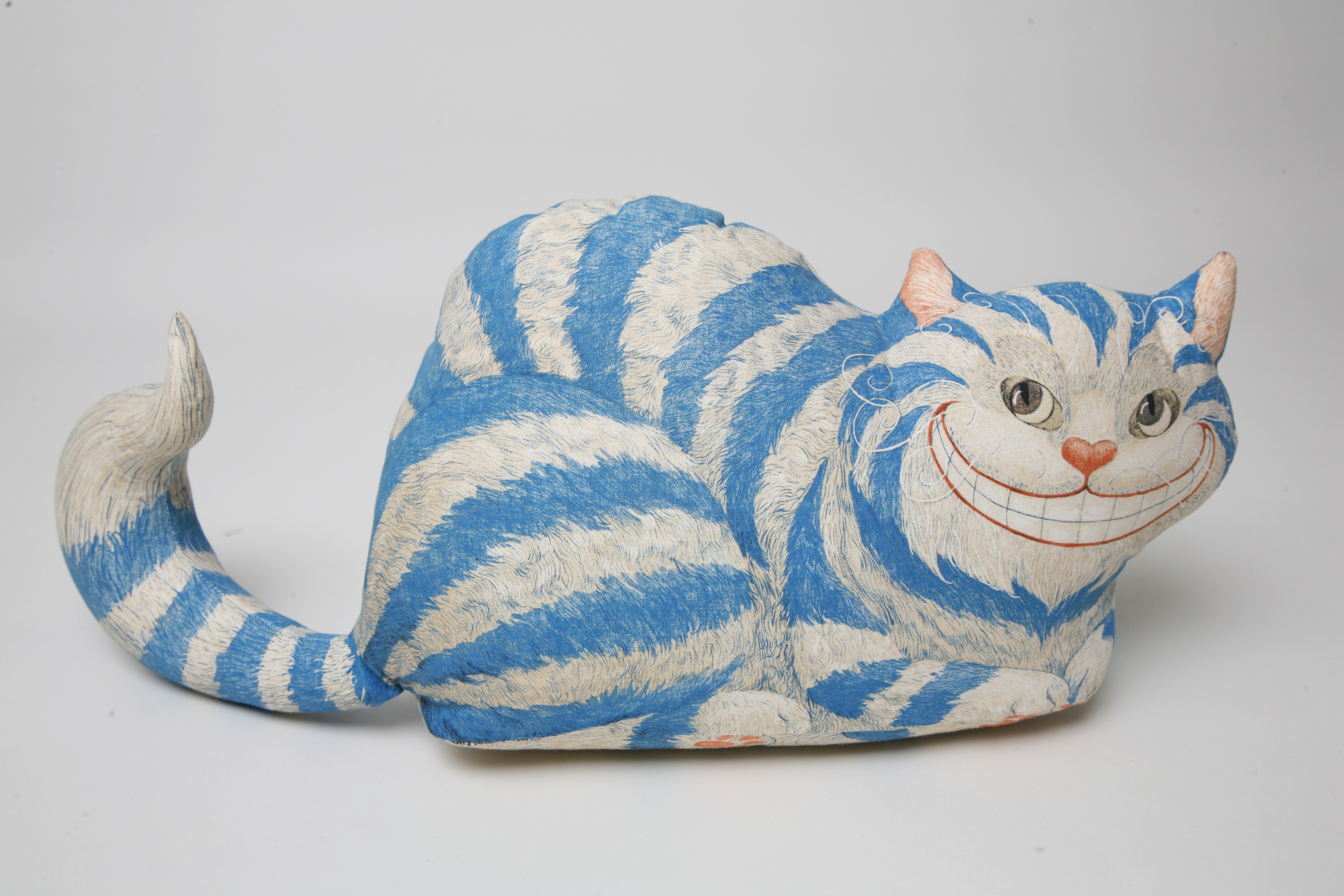
Ein Stofftier (Kinder-Museum von Indianapolis)

Das Motiv der Cheshire Cat wurde von zahlreichen Künstlern aufgegriffen und in unzähligen Variationen verbreitet, sei es als nachempfundenes oder neugestaltetes Bild wie in neueren Illustrationen des Buches oder auch als Zeichentrickfilm-Figur in der Disney-Produktion Alice in Wonderland von 1951. In der englischen Verfilmung des Stoffes von 1999 als Spielfilm unter dem Originaltitel Alice in Wonderland wird die Grinsekatze von Whoopi Goldberg dargestellt.
Auch in Texten anderer Autoren taucht die Cheshire Cat auf, etwa als gleichnamige Figur in der Romanserie von Jasper Fforde, dessen Werk für seinen Reichtum an literarischen Anspielungen bekannt ist.
In der Archäologie wurde die Bezeichnung Cheshire Cat von Paul Jacobsthal in Bezug auf die erste Phase der keltischen Kunststile eingeführt. Dort finden sich auf Schmuckstücken etc. Motive, die „auf den zweiten Blick“ glotzäugige Gesichter abzubilden scheinen. Diesen Effekt verglich Jacobsthal mit der Grinsekatze, bei der zunächst nur das Lächeln wahrzunehmen sei, einen Augenblick später jedoch der Rest des Wesens.
In dem Buch Unser Kosmos von Carl Sagan kommt das Grinsen der Katze in einer Demonstration von einem fiktiven Planeten mit variabler Gravitation vor. Das Grinsen ist sogar sichtbar bei Gravitationskräften über der eines Schwarzen Loches.
Blutrünstig abgewandelt kommt die Grinse-Katze auch in den Spielen American McGee’s Alice und Alice: Madness Returns vor.
Die US-amerikanische Pop-Punk-Band blink-182 nannte ihr 1994 erschienenes Debütalbum ebenfalls Cheshire Cat. Die britische Indie-Rock-Band Milburn nannte ihre zweite Singleauskopplung aus ihrem Debütalbum Well, Well, Well Cheshire Cat Smile.
Der Asteroid (6042) Cheshirecat ist ebenfalls nach der Cheshire Cat benannt.
In einigen Bildern der Comic-Serie Die Peanuts verschwindet Snoopy ähnlich der Grinsekatze bis auf sein Lächeln und in anderen Bildern bis auf seine Nase.
Ein Konzept der theoretischen Elementarteilchenphysik, das in Bag-Modellen verwendet wird und unter anderem von Holger Bech Nielsen stammt, heißt nach der Lewis-Carroll-Katze „Cheshire Cat Principle“. Das Prinzip besagt, dass die sich aus der Zusammenfügung von unterschiedlichen Beschreibungen innerhalb und außerhalb eines Bag mit Radius R ergebende Theorie vom genauen Wert des Radius unabhängig ist (der Radius verschwindet also aus der Theorie wie Carrolls Katze).
In The Cell as a Habitat von M. H. Richmond und D. C. Smith wurde die Cheshire-Katze als eine Metapher verwendet, um die Natur der Mitochondrien verständlich zu machen.
In dem japanischen Manga Pandora Hearts von Jun Mochizuki, der auch als Animeserie umgesetzt wurde, findet sich ebenfalls ein Charakter mit dem Namen Cheshire Cat.
In der amerikanischen Fernsehserie Die Simpsons imitiert Milhouse die Grinsekatze (Staffel sechs, Folge 24).
In dem Science-Fiction-Roman Biokrieg von Paolo Bacigalupi (2009) findet sich eine aus einer unbeabsichtigten Kreuzung mit einer gentechnisch veränderten Katze entstandene Rasse von aggressiven Wildkatzen, die als Cheshire Cats bezeichnet werden.
Im gleichen Jahr (2009) benannte die Sängerin Nolwenn Leroy ihr drittes Studioalbum nach der Katze (Le Cheshire Cat et Moi).
In seiner Kurzgeschichte Der goldene Nachmittag (enthalten im Kurzgeschichtenband „Etwas endet, etwas beginnt“) erzählt der polnische Autor Andrzej Sapkowski eine alternative Version der Geschehnisse aus Alice im Wunderland. Hier tritt der Cheshire-Kater als Ich-Erzähler auf. Er hat magische Kräfte, kann aus dem Wunderland in die Welt der Menschen überwechseln und rettet der realen Alice Liddell das Leben.
In dem Lied Alice im Wunderland (2018) des Rap-Sängers Disarstar wird im Refrain wiederholt die Grinsekatze genannt. Angespielt wird dabei auf den Populismus der Funktionärin Alice Weidel der umstrittenen politischen Partei AfD.
In dem Lied Cheshire (2022) der K-POP Gruppe Itzy wird ebenfalls die Cheshire Cat erwähnt, in Verbindung damit, dass sie in dem Lied in Rätseln spreche und nichts „richtig“ und nichts „falsch“ sei.

## Markenrechte
The Walt Disney Company hat sich auf den Namen „Cheshire Cat“ weitreichende Markenrechte eintragen lassen.

## Belege
1. ↑  Robert Hendrickson: The Facts on File Encyclopedia of Word and Phrase Origins, 1997, ISBN 978-0-8160-6966-8
2. ↑  William White: Notes and Queries: Medium of Enter-Communication for Literary Men, Artists, Antiquaries, Genealogists, Etc. Volume Second. May – December, 1850, London. George Bell, 186. Fleet Street. 1852, S. 412
3. ↑  Künstler_innen im letzten Hemd bei augustin.or.at, abgerufen am 15. Mai 2017.
4. ↑  William White: Notes and Queries: Medium of Enter-Communication for Literary Men, Artists, Antiquaries, Genealogists, Etc. Volume Fifth. January – June, 1852, London. George Bell, 186. Fleet Street. 1852, S. 402, 403
5. ↑  Paul Jacobsthal: Early Celtic Art, 1944
6. ↑  Disarstar - Alice im Wunderland In: Youtube.com
7. ↑  ITZY - Cheshire In: Youtube.com
8. ↑  Grinsekatze auf der Guertelschnalle In: tagesanzeiger.ch